# Heckler & Koch XM8
Il Heckler & Koch XM8 è un fucile d'assalto progettato dalla Heckler & Koch, che era l'obiettivo di un progetto del 2002 finanziato dagli Stati Uniti che intendevano con questa nuova arma sostituire l'M4 e l'M16 attualmente in uso all'esercito americano, e tutte le loro varianti.

## Progettazione
Per dare il via al progetto si era deciso di prendere come base il fucile G36 prodotto dalla Heckler & Koch, nota azienda tedesca fabbricante d'armi (la mitraglietta MP5 nelle sue varie versioni è prodotta proprio da questa azienda).
Nella fase iniziale del progetto la carabina XM8 (X da eXperimental, in quanto prototipo; se fosse stata avviata la produzione il nome dell'arma sarebbe stato semplicemente M8) era considerata una parte secondaria del progetto rispetto al fucile XM29, detto anche OICW.
Tuttavia numerosi vantaggi hanno convinto gli statunitensi ad abbandonare la progettazione di quello che avrebbe dovuto essere il futuro M29, per concentrarsi sull'M8.
Il 31 ottobre 2005 il progetto è stato infine formalmente sospeso in quanto «pending further US Army reevaluations of its priorities for small caliber weapons, and to incorporate emerging requirements identified during Operation Enduring Freedom and Operation Iraqi Freedom. The Government will also incorporate studies looking into current capability gaps during said reevaluation» (dai documenti ufficiali dell'US Army); in sintesi, l'esercito americano aveva fatto una rivalutazione delle sue priorità di spesa per le armi di piccolo calibro, in base anche ad altri elementi che erano emersi durante le operazioni Enduring Freedom e Iraqi Freedom e ai risultati che emergeranno da studi in via di completamento.
L'arma usa il calibro 5,56 × 45 mm NATO.

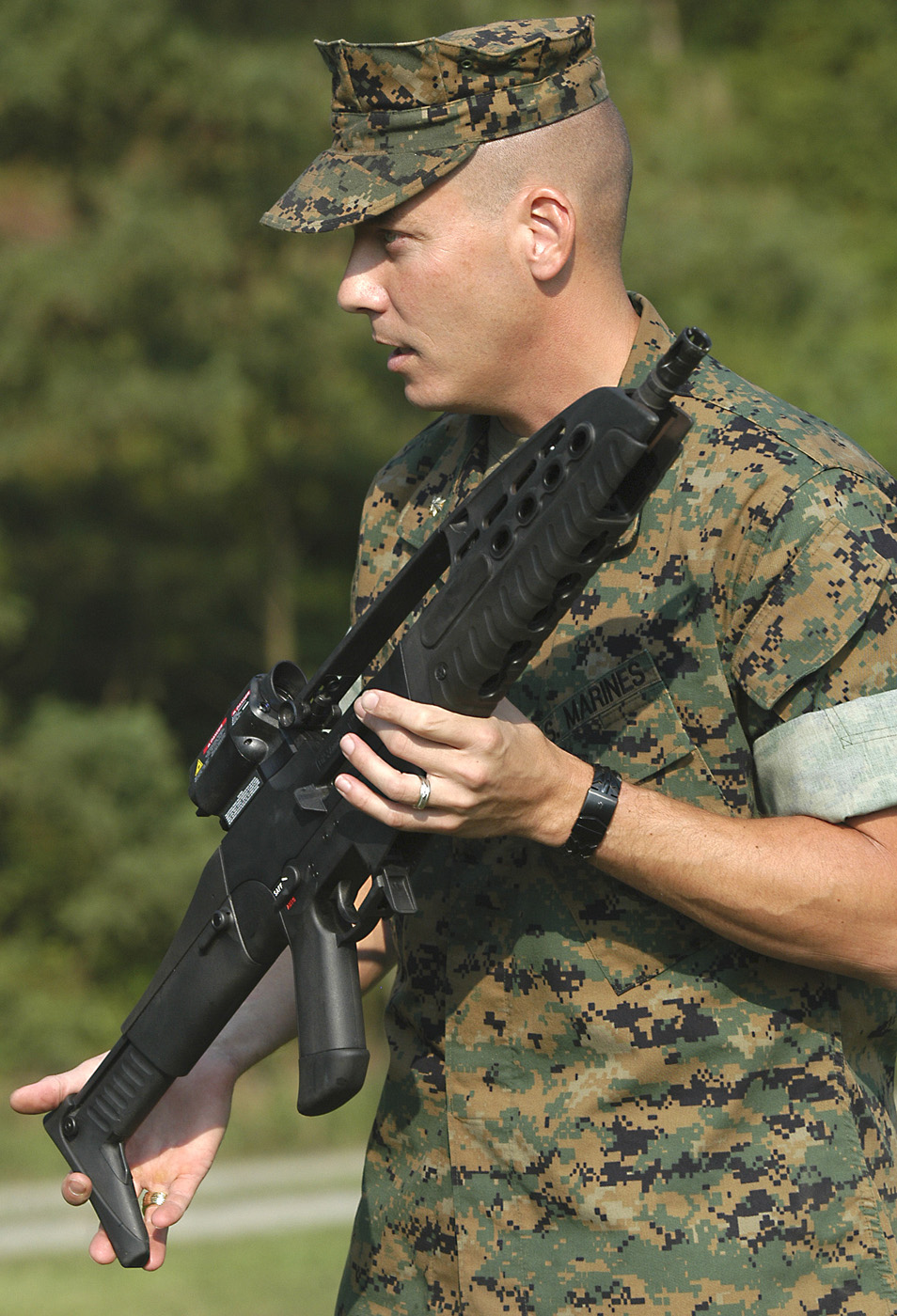
Un ufficiale mostra un XM8

## Vantaggi
I vantaggi dell'arma erano i seguenti:
- una maggiore affidabilità e una più lunga vita operativa: l'arma è in grado di sparare anche dopo essere stata immersa nell'acqua o nella sabbia;
- dotazione di un puntatore rosso olografico, per ottenere una maggiore precisione nel tiro istintivo;
- leggerezza, in quanto costruita anche con materiali in polimero, notoriamente leggero ma molto resistente, tant'è che la versione scarica pesa solo 2,5 kg, e, con caricatore da 30 colpi, 3 kg.

I primi test sull'XM8 sono stati compiuti nel 2003 ed hanno dato esito positivo. La sospensione del progetto, a tutto il 2007, rende assai improbabile una produzione in serie.

## Varianti
L'XM8 ha quattro varianti: la Carabina XM8 che presenta una canna di 318 mm alla quale è possibile aggiungere un lanciagranate XM329 da 40 mm; la seconda versione è XM8 PDW (Personal Defence Weapon), con canna da 229 mm; la terza versione chiamata XM8 Sharpshooter ha una canna di 508 mm; infine la quarta versione XM8 (Automatico per supporto di squadra), ha una canna da 508 mm e una capacità di 100 colpi. Ogni variante corrisponde a diversi utilizzi: la carabina di base con l'eventuale aggiunta del lanciagranate è un'arma di linea, come anche la versione per il supporto di squadra; la PDW è invece una versione che potrebbe essere adatta alle azioni dei corpi speciali di polizia, vista la sua compattezza, mentre infine il Sharpshooter è destinato all'utilizzo da parte dei tiratori scelti.
Tutte le versioni possono sparare anche dopo essere state messe a contatto con l'acqua.
- Carabina XM8;

Lunghezza canna: 318 mm
Serbatoio: 30 colpi
- Carabina XM8 con lanciagranate M239 calibro 40 mm;

Lunghezza canna: 318 mm
Serbatoio: 30 colpi
- Carabina compatta XM8 PDW (Personal Defence Weapon);

Lunghezza canna: 229 mm
Serbatoio: 30 colpi
- XM8 Sharpshooter;

Lunghezza canna: 508 mm
Serbatoio: 30 colpi
- XM8 Automatico per supporto di squadra (montato su bipede);

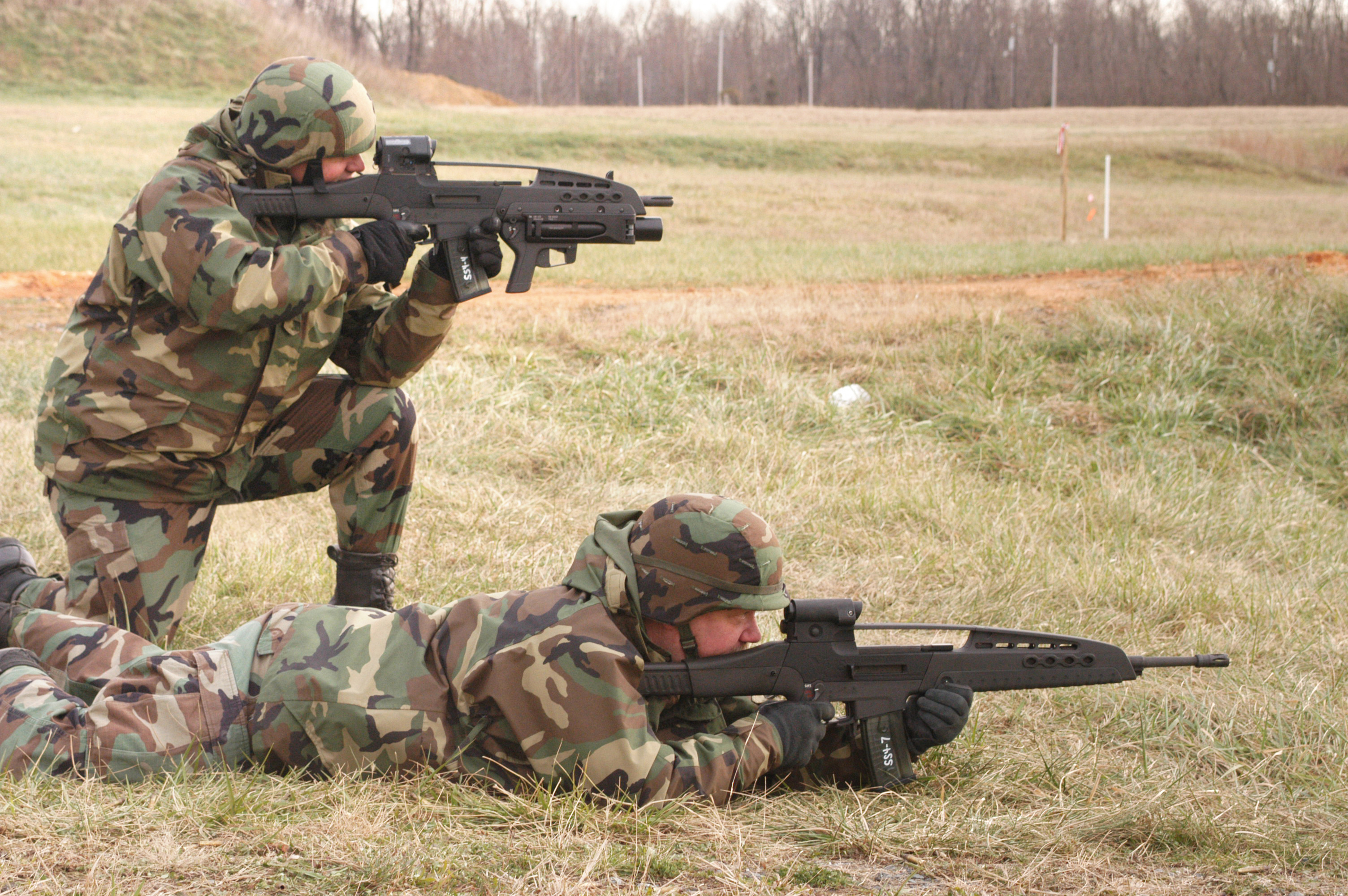
Due soldati americani provano il fucile XM8

Lunghezza canna: 508 mm
Serbatoio: a tamburo con 100 colpi